# Callistege obscura
Callistege obscura là một loài bướm đêm trong họ Erebidae.